# Dänïyar Muqanov
Dänïyar Muqanov Jeksenulı (in russo Данияр Жаксенович Муканов?, Danijar Žaksenovič Mukanov; 26 settembre 1976) è un allenatore di calcio ed ex calciatore kazako, di ruolo centrocampista.

## Carriera

### Club
Durante la sua carriera ha giocato con varie squadre di club, tra cui principalmente con il Tobol, in cui ha militato dal 2002 al 2010 e dal 2013.

### Nazionale
Conta 12 presenze e una rete con la Nazionale kazaka.